# Globalisering underifrån
Globalisering underifrån var en svensk vänsterextrem utomparlamentarisk aktivistgrupp. De hämtade mycket inspiration från boken Imperiet och andra autonomistiska traditioner. Globalisering underifrån var en icke-vålds-grupp men har ändå hamnat i konflikt med polisen vid flera tillfällen och även haft medlemmar dömda för brott i samband med aktioner.
De bildades i Stockholm inför protesterna i Prag år 2000 och i Göteborg inför EU-toppmötet 2001. 
De har genomfört flera uppmärksammade aktioner, bland annat en husockupation tillsammans med Stockholms hemlösa och under Göteborgskravallerna.